# De zwevende kroon
De zwevende kroon is een  stripverhaal uit de reeks van Jerom, uitgegeven door de Standaard Uitgeverij in 1987.

## Locaties
Dit verhaal speelt zich af op de volgende locaties:
- Pulderbos, huis van professor Barabas, hut van Koen en zijn familie, burcht van de roofridders.

## Personages
In dit verhaal spelen de volgende personages mee:
- Jerom, professor Barabas, boer Dries, Koen, moeder van Koen, zus van Koen, roofridders, kasteelheer, herderin, Goetfried, Bofkop (de nar), oud vrouwtje, rentmeester, graaf, prinses, klein mannetje, Franske en ander kind

## Het verhaal
Jerom gaat kamperen in het Pulderbos en hoort 's nachts een geluid. Hierdoor komt hij bij een boom met tekens in de stam gekerfd. Jerom tekent deze na en gaat naar professor Barabas, die in een boek verhalen leest over een zwevende kroon in het Pulderbos. Jerom gaat met de tijmtrotter naar de middeleeuwen en helpt een jongetje dat aangevallen wordt door boer Dries. Hij gaat met de jongen mee naar huis en hoort dat de kasteelheer het de bevolking zwaar maakt. Dan worden ze aangevallen door roofridders, maar Jerom kan de mannen verslaan. Ze kunnen ook aan wolven ontkomen en komen bij de hut waar Koen met zijn moeder en zus wonen. Er komt een ridder in de hut en hij wil Jerom aanvallen, maar Jerom kan het zwaard van de man krombuigen met de blik van zijn ogen. 
Vermomd als minstreel gaat Jerom naar de burcht van de roofridders om de prinses te bevrijden. Hij ziet de tekens die hij op de boom in het bos zag nu ook op bordjes gekerfd. Dan komt Jerom een herderinnetje tegen en hoort dat er een zwevende kroon is, waarmee je alles kunt doen wat je wilt. Jerom komt in de burcht en hij dobbelt 's nachts met enkele wachters. Er wordt veel alcohol gedronken en Jerom ondervraagt de mannen als ze beschonken zijn. Bofkop heeft Jerom door en komt met andere wachters naar de kamer. Jerom weet te ontsnappen en redt in het bos een oud vrouwtje van een everzwijn. Ze is dankbaar en laat een tekening zien van een boom waar de kroon omheen zweeft. 
Jerom gaat op zoek in het bos en komt bij de boom. Hij ziet de kroon uit de boom omhoog zweven, maar dan komen de roofridders ook ter plekke. Jerom kan hun zwaarden in elkaar vouwen en gaat terug naar de boom. Hij ziet een klein mannetje met een kistje rennen en dit mannetje vertelt dat de kroon van de graaf is. Zijn kroon werd gestolen en de rentmeester nam de macht over. Het mannetje bewaakt de kroon sinds die tijd. In het kasteel laat de rentmeester zijn gevangenen halen. De graaf en de prinses worden gebracht en de rentmeester hoort dat zij ook niet weten waar de kroon is. Inmiddels krijgt Jerom de kroon op zijn hoofd en hij begint te zweven. Het mannetje vertelt dat degene die met de kroon op zijn hoofd degene is die de graaf weer terug op de troon kan krijgen. 
Jerom gaat terug naar het kasteel en verslaat enkele soldaten. Hij komt bij de rentmeester en de prinses terecht en krijgt van de nar een drankje aangeboden. Jerom valt in slaap en de rentmeester pakt de kroon van Jerom af. Hij wil deze op zijn hoofd zetten, maar de kroon zweeft weg. Alle ridders achtervolgen de kroon en deze landt op een plank aan de muur. Inmiddels ontwaakt Jerom, hij is bij de graaf en de prinses in de cel gezet. Jerom verslaat de ridders en de rentmeester en geeft de kroon weer aan de graaf. De graaf en de prinses vragen of Jerom wil blijven, maar hij wil graag naar huis. Hij gaat naar de tijmtrotter en ziet dat de zandloper bijna leeg is. Jerom gaat terug naar het heden en zet de tijmtrotter in de loods. Dan ziet hij twee kinderen spelen met een kroon met een schroefje, met een afstandsbediening kun je deze laten vliegen.